# Zdeněk Vácha
Zdeněk Vácha (8. prosince 1912 – ???) byl český a československý politik Československé sociální demokracie, pak Komunistické strany Československa a poúnorový poslanec Národního shromáždění ČSR.

## Biografie
Po únorovém převratu v roce 1948 patřil k frakci tehdejší sociálně demokratické strany loajální vůči Komunistické straně Československa, která v sociální demokracii převzala moc,proměnila ji na spojence komunistického režimu a během roku 1948 sloučila s KSČ. V roce 1948 se uvádí jako veřejný zaměstnanec a člen představenstva ČSSD.
Ve volbách roku 1948 byl zvolen do Národního shromáždění za ČSSD ve volebním kraji Kladno. Po sloučení ČSSD s KSČ přešel v červnu 1948 do poslaneckého klubu komunistů. V parlamentu zasedal do konce funkčního období, tedy do voleb v roce 1954.
Po volbách v roce 1971 se stal vedoucím Kanceláře České národní rady.